# Іто Хірокі (футболіст, 1978)
Не варто плутати з іншим однойменним японським футболістом, про нього див. Іто Хірокі (футболіст, 1999).
Хірокі Іто (яп. 伊藤 洋輝, нар. 27 липня 1978, Ніїхама) — японський футболіст,  захисник.

## Клубна кар'єра
Народився 1 липня 1999 року в місті Ніїхама. Протягом усієї ігрової кар'єри виступав за клуб «Кавасакі Фронтале», за яку провів 13 сезонів з 2001 по 2013 рік.

## Статистика
| Чемпіонат | Чемпіонат         | Чемпіонат   | Ліга | Ліга | Кубок            | Кубок            | Кубок ліги      | Кубок ліги      | Континент. змаг. | Континент. змаг. | Всього | Всього |
| Сезон     | Клуб              | Ліга        | Ігри | Голи | Ігри             | Голи             | Ігри            | Голи            | Ігри             | Голи             | Ігри   | Голи   |
| Японія    | Японія            | Японія      | Ліга | Ліга | Кубок Імператора | Кубок Імператора | Кубок Джей-ліги | Кубок Джей-ліги | Азія             | Азія             | Всього | Всього |
| --------- | ----------------- | ----------- | ---- | ---- | ---------------- | ---------------- | --------------- | --------------- | ---------------- | ---------------- | ------ | ------ |
| 2001      | Кавасакі Фронтале | Джей-ліга 2 | 43   | 1    | 6                | 0                | 4               | 0               | -                | -                | 53     | 1      |
| 2002      | Кавасакі Фронтале | Джей-ліга 2 | 44   | 3    | 5                | 0                | -               | -               | -                | -                | 49     | 3      |
| 2003      | Кавасакі Фронтале | Джей-ліга 2 | 32   | 1    | 4                | 1                | -               | -               | -                | -                | 36     | 2      |
| 2004      | Кавасакі Фронтале | Джей-ліга 2 | 35   | 0    | 1                | 1                | -               | -               | -                | -                | 36     | 1      |
| 2005      | Кавасакі Фронтале | Джей-ліга   | 34   | 0    | 3                | 0                | 6               | 0               | -                | -                | 43     | 0      |
| 2006      | Кавасакі Фронтале | Джей-ліга   | 34   | 0    | 2                | 0                | 10              | 0               | -                | -                | 46     | 0      |
| 2007      | Кавасакі Фронтале | Джей-ліга   | 33   | 0    | 4                | 0                | 5               | 1               | 7                | 0                | 49     | 1      |
| 2008      | Кавасакі Фронтале | Джей-ліга   | 34   | 2    | 2                | 0                | 6               | 0               | -                | -                | 42     | 2      |
| 2009      | Кавасакі Фронтале | Джей-ліга   | 31   | 1    | 3                | 0                | 5               | 0               | 8                | 0                | 47     | 1      |
| 2010      | Кавасакі Фронтале | Джей-ліга   | 23   | 0    | 2                | 0                | 4               | 0               | 6                | 0                | 35     | 0      |
| 2011      | Кавасакі Фронтале | Джей-ліга   | 10   | 0    | 3                | 0                | 1               | 0               | -                | -                | 14     | 0      |
| 2012      | Кавасакі Фронтале | Джей-ліга   | 14   | 1    | 0                | 0                | 3               | 0               | -                | -                | 17     | 1      |
| 2013      | Кавасакі Фронтале | Джей-ліга   | 23   | 0    | 2                | 0                | 4               | 0               | -                | -                | 29     | 0      |
| Всього    | Всього            | Всього      | 390  | 9    | 37               | 2                | 48              | 1               | 21               | 0                | 496    | 12     |